# عبد الوهاب إبراهيم
عبد ال إبراهيم (بالإنجليزية: Abdulwahab Ibrahim)‏ هو لاعب كرة قدم غاني، ولد في 13 يناير 1999 في غانا. لعب مع أكاديمية غرب إفريقيا لكرة القدم.

## وصلات خارجية
- عبد ال إبراهيم على موقع قاعدة بيانات كرة القدم.إي يو (الإنجليزية)
- عبد ال إبراهيم على موقع Soccerway.com (الإنجليزية)